# Torture Garden (album)
Torture Garden è un album del gruppo musicale di John Zorn Naked City con Yamatsuka Eye alla voce. 

## Descrizione
L'album è una compilation di "miniature hardcore" che sono state pubblicate in seguito su Naked City e Grand Guignol nella versione britannica edita per Earache . 
L'album è stato originariamente pubblicato in vinile e cassetta da Shimmy Disc e su CD da Toy's Factory nel 1989. A seguito di polemiche sulle copertine degli album di Naked City è stato ripubblicato nel 1996 su Tzadik Records con Leng Tch'e semplicemente come Black Box. I brani sono stati pubblicati anche come parte di Naked City: The Complete Studio Recordings nel 2005.
Si tratta di "schegge" di Jazz Core veloci con cambi repentini di atmosfere e tempo con riferimenti che vanno da Ornette Coleman ai Napalm Death. 

## Accoglienza e critica
La recensione su Allmusic di Bradley Torreano ha assegnato 4 stelle all'album.

## Produzione
Il nome del disco deriva da Le jardin des supplices, un romanzo decadente del 1899 di Octave Mirbeau.

## Tracce
Tutte le composizioni sono di John Zorn e Yamatsuka Eye.
1. "Blood Is Thin" – 1:00
2. "Demon Sanctuary" – 0:38
3. "Thrash Jazz Assassin" – 0:45
4. "Dead Spot" – 0:31
5. "Bonehead" – 0:51
6. "Speedball" – 0:17
7. "Blood Duster" – 0:13
8. "Pile Driver" – 0:33
9. "Shangkuan Ling-Feng" – 1:14
10. "Numbskull" – 0:29
11. "Perfume of a Critic's Burning Flesh" – 0:24
12. "Jazz Snob Eat Shit" – 0:24
13. "The Prestigitator" – 0:43
14. "No Reason to Believe" – 0:26
15. "Hellraiser" – 0:39
16. "Torture Garden" – 0:35
17. "Slan" – 0:23
18. "Hammerhead" – 0:08
19. "The Ways of Pain" – 0:31
20. "The Noose" – 0:10
21. "Sack of Shit" – 0:43
22. "Blunt Instrument" – 0:54
23. "Osaka Bondage" – 1:14
24. "Igneous Ejaculation" – 0:20
25. "Shallow Grave" – 0:40
26. "Ujaku" – 0:27
27. "Kaoru" – 0:50
28. "Dead Dread" – 0:45
29. "Billy Liar" – 0:10
30. "Victims of Torture" – 0:23
31. "Speedfreaks" – 0:29
32. "New Jersey Scum Swamp" – 0:41
33. "S & M Sniper" – 0:14
34. "Pigfucker" – 0:23
35. "Cairo Chop Shop" – 0:23
36. "Fuck the Facts" – 0:11
37. "Obeah Man" – 0:17
38. "Facelifter" – 0:34
39. "N.Y. Flat Top Box" – 0:43
40. "Whiplash" – 0:19
41. "The Blade" – 0:36
42. "Gob of Spit" – 0:18

## Formazione
- John Zorn – sassofono contralto, voce
- Bill Frisell – chitarra
- Wayne Horvitz – tastiere
- Fred Frith – basso
- Joey Baron – batteria
- Yamatsuka Eye – voce